# Ligue B de la Ligue des nations de la CONCACAF 2023-2024
Navigation
Ligue B 2022-2023 Ligue B 2024-2025
La Ligue B de la Ligue des nations 2023-2024 est la deuxième division de la Ligue des nations 2023-2024, troisième édition d'une compétition impliquant les équipes nationales masculines des 41 associations membres de la CONCACAF.

## Format
La Ligue B reste inchangée, avec seize équipes réparties en quatre groupes de quatre. Chaque équipe joue six rencontres dans un double tournoi à la ronde aller-retour (trois à domicile et trois à l'extérieur).

### Changements d'équipes
| Promus en Ligue A                      |
| -------------------------------------- |
| Cuba Haïti Trinité-et-Tobago Guatemala |

| Promus de Ligue C                                               |
| --------------------------------------------------------------- |
| Sint Maarten Saint-Christophe-et-Niévès Sainte-Lucie Porto Rico |

### Tirage au sort
Les équipes sont reparties en quatre chapeaux de quatre équipes, placées selon leur coefficient.
Le tirage au sort de la phase de groupes a lieu à Miami en Floride, le 16 mai 2023
| Équipe     | Coeff | Classement |
| ---------- | ----- | ---------- |
| Nicaragua  | 1067  | 17         |
| Guyane     | 1086  | 15         |
| Guyana     | 994   | 18         |
| Guadeloupe | 966   | 19         |

| Équipe                       | Coeff | Classement |
| ---------------------------- | ----- | ---------- |
| Antigua-et-Barbuda           | 949   | 20         |
| Saint-Christophe-et-Niévès P | 923   | 21         |
| République dominicaine       | 913   | 22         |
| Bermudes                     | 863   | 23         |

| Équipe                          | Coeff | Classement |
| ------------------------------- | ----- | ---------- |
| Sainte-Lucie P                  | 795   | 24         |
| Porto Rico P                    | 790   | 26         |
| Montserrat                      | 780   | 27         |
| Saint-Vincent-et-les-Grenadines | 726   | 28         |

| Équipe         | Coeff | Classement |
| -------------- | ----- | ---------- |
| Belize         | 715   | 29         |
| Barbade        | 681   | 30         |
| Bahamas        | 530   | 34         |
| Sint Maarten P | 413   | 37         |

## Groupes
Le calendrier des matchs est dévoilé le 6 juillet 2023. Les horaires et stade pour les matchs du mois de septembre sont confirmés le 10 août 2023. Les horaires et stade pour les matchs du mois d'octobre sont confirmés le 21 septembre 2023. Les horaires et stade pour les matchs du mois de novembre sont confirmés le 31 octobre 2023
Les horaires indiqués sont en heure de l'Est, sauf indications contraires.
Légende des classements
- Promotion en Ligue A
- Relégation en Ligue C

### Groupe A
| Rang | Équipe                       | Pts | J | G | N | P | Bp | Bc | Diff |  | Résultats (▼ dom., ► ext.)   |     |     |     |     |
| ---- | ---------------------------- | --- | - | - | - | - | -- | -- | ---- |  | ---------------------------- | --- | --- | --- | --- |
| 1    | Guadeloupe                   | 15  | 6 | 5 | 0 | 1 | 16 | 3  | +13  |  | Guadeloupe                   |     | 2-0 | 4-0 | 5-0 |
| 2    | Sainte-Lucie P               | 10  | 6 | 3 | 1 | 2 | 10 | 6  | +4   |  | Sainte-Lucie P               | 2-1 |     | 1-2 | 2-0 |
| 3    | Sint Maarten P               | 6   | 6 | 2 | 0 | 4 | 6  | 15 | -9   |  | Sint Maarten P               | 0-2 | 1-5 |     | 2-3 |
| 4    | Saint-Christophe-et-Niévès P | 4   | 6 | 1 | 1 | 4 | 4  | 12 | -8   |  | Saint-Christophe-et-Niévès P | 1-2 | 0-0 | 0-1 |     |

| 1re journée            | Sint Maarten   | 1 - 5   | Sainte-Lucie                                               | Stadion Rignaal'Jean Francisca, Willemstad |                              |
| 7 septembre 2023 18h00 | Amatkarijo 51e | (0 - 1) | 45e 48e 89e Poleon · 57e Hackett-Fairchild · 75e Stanislas | Arbitrage : Ricangel de Leça               | Arbitrage : Ricangel de Leça |
| 7 septembre 2023 18h00 | Rapport        |         |                                                            | Arbitrage : Ricangel de Leça               | Arbitrage : Ricangel de Leça |

| 7 septembre 2023 | Saint-Christophe-et-Niévès | 1 - 2   | Guadeloupe                  | SKNFA Technical Center, Basseterre |                                |
| 19h00            | Williams 45+1e             | (1 - 1) | 24e Archimède · 77e Arconte | Arbitrage : Filiberto Martínez     | Arbitrage : Filiberto Martínez |
| 19h00            | Rapport                    |         |                             | Arbitrage : Filiberto Martínez     | Arbitrage : Filiberto Martínez |

| 2e journée              | Guadeloupe                                                  | 4 - 0   | Sint Maarten | Stade Valette, Sainte-Anne      |                                 |
| 10 septembre 2023 15h30 | Phaëton 23e (pen.) · Plumain 25e (pen.) 58e · Archimède 40e | (3 - 0) |              | Arbitrage : Pierre-Luc Lauzière | Arbitrage : Pierre-Luc Lauzière |
| 10 septembre 2023 15h30 | Rapport                                                     |         |              | Arbitrage : Pierre-Luc Lauzière | Arbitrage : Pierre-Luc Lauzière |

| 10 septembre 2023 | Sainte-Lucie                  | 2 - 0   | Saint-Christophe-et-Niévès | Daren Sammy Cricket Ground, Gros Islet |                          |
| 19h00             | President 49e · Stanislas 75e | (0 - 0) |                            | Arbitrage : Moeth Gaymes               | Arbitrage : Moeth Gaymes |
| 19h00             | Rapport                       |         |                            | Arbitrage : Moeth Gaymes               | Arbitrage : Moeth Gaymes |

| 3e journée            | Sint Maarten        | 2 - 3   | Saint-Christophe-et-Niévès | Raymond E. Guishard Technical Centre, The Valley |                                            |
| 12 octobre 2023 15h00 | Lake 19e · Kort 79e | (1 - 1) | 16e 48e 68e Williams       | Spectateurs : 122 Arbitrage : Josué Ugalde       | Spectateurs : 122 Arbitrage : Josué Ugalde |
| 12 octobre 2023 15h00 | Rapport             |         |                            | Spectateurs : 122 Arbitrage : Josué Ugalde       | Spectateurs : 122 Arbitrage : Josué Ugalde |

| 12 octobre 2023 | Sainte-Lucie               | 2 - 1   | Guadeloupe     | Daren Sammy Cricket Ground, Gros Islet        |                                               |
| 20h00           | Elva 45e · Mac Farlane 58e | (1 - 1) | 29e Roussillon | Spectateurs : 2 700 Arbitrage : Oshane Nation | Spectateurs : 2 700 Arbitrage : Oshane Nation |
| 20h00           | Rapport                    |         |                | Spectateurs : 2 700 Arbitrage : Oshane Nation | Spectateurs : 2 700 Arbitrage : Oshane Nation |

| 4e journée            | Guadeloupe             | 2 - 0   | Sainte-Lucie | Stade Valette, Sainte-Anne                    |                                               |
| 15 octobre 2023 15h30 | Plumain 52e (pen.) 71e | (0 - 0) |              | Spectateurs : 580 Arbitrage : Nicolas Wassouf | Spectateurs : 580 Arbitrage : Nicolas Wassouf |
| 15 octobre 2023 15h30 | Rapport                |         |              | Spectateurs : 580 Arbitrage : Nicolas Wassouf | Spectateurs : 580 Arbitrage : Nicolas Wassouf |

| 15 octobre 2023 | Saint-Christophe-et-Niévès | 0 - 1   | Sint Maarten | SKNFA Technical Center, Basseterre |                            |
| 19h00           |                            | (0 - 1) | 32e Pata     | Arbitrage : Yadel Martínez         | Arbitrage : Yadel Martínez |
| 19h00           | Rapport                    |         |              | Arbitrage : Yadel Martínez         | Arbitrage : Yadel Martínez |

| 5e journée                   | Saint-Christophe-et-Niévès | 0 - 0   | Sainte-Lucie | SKNFA Technical Center, Basseterre        |                                           |
| 16 novembre 2023 19h00 UTC+4 |                            | (0 - 0) |              | Spectateurs : 120 Arbitrage : David Gómez | Spectateurs : 120 Arbitrage : David Gómez |
| 16 novembre 2023 19h00 UTC+4 | Rapport                    |         |              | Spectateurs : 120 Arbitrage : David Gómez | Spectateurs : 120 Arbitrage : David Gómez |

| 16 novembre 2023 | Sint Maarten | 0 - 2   | Guadeloupe                  | Wildey Turf, Wildey                     |                                         |
| 19h00 UTC+4      |              | (0 - 0) | 65e Plumain · 90+5e Phaëton | Spectateurs : 28 Arbitrage : Reon Radix | Spectateurs : 28 Arbitrage : Reon Radix |
| 19h00 UTC+4      | Rapport      |         |                             | Spectateurs : 28 Arbitrage : Reon Radix | Spectateurs : 28 Arbitrage : Reon Radix |

| 6e journée                   | Guadeloupe                                                 | 5 - 0   | Saint-Christophe-et-Niévès | Stade Valette, Sainte-Anne  |                             |
| 19 novembre 2023 15h00 UTC+4 | Phaëton 19e · Arconte 74e 90e · Bevis 76e · Roussillon 80e | (1 - 0) |                            | Arbitrage : Daniel Quintero | Arbitrage : Daniel Quintero |
| 19 novembre 2023 15h00 UTC+4 | Rapport                                                    |         |                            | Arbitrage : Daniel Quintero | Arbitrage : Daniel Quintero |

| 19 novembre 2023 | Sainte-Lucie | 1 - 2   | Sint Maarten              | Daren Sammy Cricket Ground, Gros Islet |                         |
| 15h00 UTC+4      | Thomas 12e   | (1 - 1) | 38e Amatkarijo · 56e Lake | Arbitrage : Marco Ortiz                | Arbitrage : Marco Ortiz |
| 15h00 UTC+4      | Rapport      |         |                           | Arbitrage : Marco Ortiz                | Arbitrage : Marco Ortiz |

### Groupe B
| Rang | Équipe                 | Pts | J | G | N | P | Bp | Bc | Diff |  | Résultats (▼ dom., ► ext.) |     |     |     |     |
| ---- | ---------------------- | --- | - | - | - | - | -- | -- | ---- |  | -------------------------- | --- | --- | --- | --- |
| 1    | Nicaragua              | 16  | 6 | 5 | 1 | 0 | 17 | 1  | +16  |  | Nicaragua                  |     | 0-0 | 3-0 | 5-1 |
| 2    | République dominicaine | 10  | 6 | 3 | 1 | 2 | 14 | 6  | +8   |  | République dominicaine     | 0-2 |     | 3-0 | 5-2 |
| 3    | Montserrat             | 9   | 6 | 3 | 0 | 3 | 9  | 14 | -5   |  | Montserrat                 | 0-3 | 2-1 |     | 4-2 |
| 4    | Barbade                | 0   | 6 | 0 | 0 | 6 | 7  | 26 | -19  |  | Barbade                    | 0-4 | 0-5 | 2-3 |     |

| 1re journée            | République dominicaine | 0 - 2   | Nicaragua                   | Stade olympique Félix-Sánchez, Saint-Domingue |                                 |
| 8 septembre 2023 19h00 |                        | (0 - 2) | 37e Moldskred · 42e Acevedo | Arbitrage : Patrick Senecharles               | Arbitrage : Patrick Senecharles |
| 8 septembre 2023 19h00 | Rapport                |         |                             | Arbitrage : Patrick Senecharles               | Arbitrage : Patrick Senecharles |

| 8 septembre 2023 | Barbade              | 2 - 3   | Montserrat                            | Wildey Turf, Wildey          |                              |
| 19h00            | Downey 7e · Gale 26e | (2 - 1) | 6e 90+7e Taylor · 81e (csc) Collymore | Arbitrage : Ken Pennyfeather | Arbitrage : Ken Pennyfeather |
| 19h00            | Rapport              |         |                                       | Arbitrage : Ken Pennyfeather | Arbitrage : Ken Pennyfeather |

| 2e journée              | République dominicaine            | 3 - 0   | Montserrat | Stade olympique Félix-Sánchez, Saint-Domingue |                           |
| 11 septembre 2023 19h00 | Dorsett 3e (csc) · Romero 25e 64e | (2 - 0) |            | Arbitrage : Oshane Nation                     | Arbitrage : Oshane Nation |
| 11 septembre 2023 19h00 | Rapport                           |         |            | Arbitrage : Oshane Nation                     | Arbitrage : Oshane Nation |

| 11 septembre 2023 | Nicaragua                                             | 5 - 1   | Barbade  | Nicaragua National Football Stadium, Managua |                         |
| 20h00 UTC−6       | Smith 11e · Pérez 40e · Moreno 45+1e 76e · Montes 69e | (2 - 0) | 89e Gale | Arbitrage : Bryan López                      | Arbitrage : Bryan López |
| 20h00 UTC−6       | Rapport                                               |         |          | Arbitrage : Bryan López                      | Arbitrage : Bryan López |

| 3e journée            | Montserrat | 0 - 3   | Nicaragua                            | Wildey Turf, Wildey     |                         |
| 13 octobre 2023 15h00 |            | (0 - 1) | 5e Pérez · 72e Medina · 90+4e Montes | Arbitrage : Jorge Leira | Arbitrage : Jorge Leira |
| 13 octobre 2023 15h00 | Rapport    |         |                                      | Arbitrage : Jorge Leira | Arbitrage : Jorge Leira |

| 13 octobre 2023 | Barbade | 0 - 5   | République dominicaine                                               | Wildey Turf, Wildey                             |                                                 |
| 19h00           |         | (0 - 3) | 7e Romero · 21e Reyes · 45e (csc) Griffith · 57e Mörschel · 88e Alba | Spectateurs : 1 215 Arbitrage : Benjamin Whitty | Spectateurs : 1 215 Arbitrage : Benjamin Whitty |
| 19h00           | Rapport |         |                                                                      | Spectateurs : 1 215 Arbitrage : Benjamin Whitty | Spectateurs : 1 215 Arbitrage : Benjamin Whitty |

| 4e journée                  | Nicaragua                                    | 5 - 2   | Montserrat                 | Nicaragua National Football Stadium, Managua |                             |
| 16 octobre 2023 20h00 UTC−6 | Alba 17e · Romero 30e 48e 79e · Mörschel 59e | (2 - 1) | 10e (pen.) 66e (pen.) Gale | Arbitrage : José Valladares                  | Arbitrage : José Valladares |
| 16 octobre 2023 20h00 UTC−6 | Rapport                                      |         |                            | Arbitrage : José Valladares                  | Arbitrage : José Valladares |

| 16 octobre 2023 | République dominicaine                        | 3 - 0   | Barbade | Estadio Cibao FC, Santiago de los Caballeros |                                            |
| 22h00           | Pérez 38e · Coronel 43e · Moldskred Belli 48e | (2 - 0) |         | Spectateurs : 350 Arbitrage : Nima Saghafi   | Spectateurs : 350 Arbitrage : Nima Saghafi |
| 22h00           | Rapport                                       |         |         | Spectateurs : 350 Arbitrage : Nima Saghafi   | Spectateurs : 350 Arbitrage : Nima Saghafi |

| 5e journée                   | Montserrat                   | 2 - 1   | République dominicaine | Blakes Estate Stadium, Lookout               |                                              |
| 17 novembre 2023 15h00 UTC−4 | Barzey 37e · Strawbridge 57e | (1 - 0) | 75e Reyes              | Spectateurs : 290 Arbitrage : Yadel Martínez | Spectateurs : 290 Arbitrage : Yadel Martínez |
| 17 novembre 2023 15h00 UTC−4 | Rapport                      |         |                        | Spectateurs : 290 Arbitrage : Yadel Martínez | Spectateurs : 290 Arbitrage : Yadel Martínez |

| 17 novembre 2023 | Barbade | 0 - 4   | Nicaragua                                                     | Wildey Turf, Wildey         |                             |
| 19h00 UTC−4      |         | (0 - 2) | 22e (pen.) Arteaga · 43e Rodríguez · 55e Coronel · 59e Montes | Arbitrage : Kwinsi Williams | Arbitrage : Kwinsi Williams |
| 19h00 UTC−4      | Rapport |         |                                                               | Arbitrage : Kwinsi Williams | Arbitrage : Kwinsi Williams |

| 6e journée                   | Montserrat                                         | 4 - 2   | Barbade                 | Blakes Estate Stadium, Lookout |                          |
| 20 novembre 2023 15h00 UTC−4 | Barzey 33e · Dyer 35e · Daniels 62e · Richmond 88e | (2 - 0) | 47e Jules · 90+4e James | Arbitrage : Moeth Gaymes       | Arbitrage : Moeth Gaymes |
| 20 novembre 2023 15h00 UTC−4 | Rapport                                            |         |                         | Arbitrage : Moeth Gaymes       | Arbitrage : Moeth Gaymes |

| 21 novembre 2023 | Nicaragua | 0 - 0   | République dominicaine | Nicaragua National Football Stadium, Managua |                             |
| 20h00 UTC−6      |           | (0 - 0) |                        | Arbitrage : Ignacio Fuentes                  | Arbitrage : Ignacio Fuentes |
| 20h00 UTC−6      | Rapport   |         |                        | Arbitrage : Ignacio Fuentes                  | Arbitrage : Ignacio Fuentes |

### Groupe C
| Rang | Équipe                          | Pts | J | G | N | P | Bp | Bc | Diff |  | Résultats (▼ dom., ► ext.)      |     |     |     |     |
| ---- | ------------------------------- | --- | - | - | - | - | -- | -- | ---- |  | ------------------------------- | --- | --- | --- | --- |
| 1    | Guyane                          | 10  | 6 | 3 | 1 | 2 | 10 | 6  | +4   |  | Guyane                          |     | 3-2 | 3-0 | 0-2 |
| 2    | Saint-Vincent-et-les-Grenadines | 9   | 6 | 3 | 0 | 3 | 13 | 14 | -1   |  | Saint-Vincent-et-les-Grenadines | 1-4 |     | 4-3 | 3-0 |
| 3    | Bermudes                        | 8   | 6 | 2 | 2 | 2 | 8  | 9  | -1   |  | Bermudes                        | 0-0 | 3-1 |     | 1-1 |
| 4    | Belize                          | 7   | 6 | 2 | 1 | 3 | 5  | 7  | -2   |  | Belize                          | 1-0 | 1-2 | 0-1 |     |

| 1re journée                  | Bermudes | 0 - 0   | Guyane | Stade national des Bermudes, Devonshire |                               |
| 8 septembre 2023 17h00 UTC−3 |          | (0 - 0) |        | Arbitrage : Jefferson Escobar           | Arbitrage : Jefferson Escobar |
| 8 septembre 2023 17h00 UTC−3 | Rapport  |         |        | Arbitrage : Jefferson Escobar           | Arbitrage : Jefferson Escobar |

| 8 septembre 2023 | Belize     | 1 - 2   | Saint-Vincent-et-les-Grenadines   | FFB Stadium, Belmopan      |                            |
| 20h00 UTC−6      | Mensah 18e | (1 - 0) | 51e Simmons · 78e (csc) Bernárdez | Arbitrage : Oliver Vergara | Arbitrage : Oliver Vergara |
| 20h00 UTC−6      | Rapport    |         |                                   | Arbitrage : Oliver Vergara | Arbitrage : Oliver Vergara |

| 2e journée              | Saint-Vincent-et-les-Grenadines         | 4 - 3   | Bermudes                                | Stade d'Arnos Vale, Kingstown |                              |
| 12 septembre 2023 15h30 | Anderson 40e 42e 45+2e · Sutherland 63e | (3 - 1) | 21e Bean · 69e Coddington · 74e Simmons | Arbitrage : Joseph Dickerson  | Arbitrage : Joseph Dickerson |
| 12 septembre 2023 15h30 | Rapport                                 |         |                                         | Arbitrage : Joseph Dickerson  | Arbitrage : Joseph Dickerson |

| 12 septembre 2023 | Guyane  | 0 - 2   | Belize                     | Stade Edmard-Lama, Remire-Montjoly |                           |
| 16h30 UTC−3       |         | (0 - 0) | 64e Polanco · 68e Cappello | Arbitrage : Hakeem Harvey          | Arbitrage : Hakeem Harvey |
| 16h30 UTC−3       | Rapport |         |                            | Arbitrage : Hakeem Harvey          | Arbitrage : Hakeem Harvey |

| 3e journée            | Saint-Vincent-et-les-Grenadines | 1 - 4   | Guyane                                                   | Stade d'Arnos Vale, Kingstown |                           |
| 13 octobre 2023 15h30 | Sutherland 31e                  | (1 - 3) | 7e Némouthé · 11e (pen.) Abelinti · 42e Baal · 81e Haabo | Arbitrage : Steffon Dewar     | Arbitrage : Steffon Dewar |
| 13 octobre 2023 15h30 | Rapport                         |         |                                                          | Arbitrage : Steffon Dewar     | Arbitrage : Steffon Dewar |

| 13 octobre 2023 | Belize  | 0 - 1   | Bermudes     | FFB Stadium, Belmopan                               |                                                     |
| 20h00 UTC−6     |         | (0 - 1) | 18e Crichlow | Spectateurs : 842 Arbitrage : Juan Gabriel Calderón | Spectateurs : 842 Arbitrage : Juan Gabriel Calderón |
| 20h00 UTC−6     | Rapport |         |              | Spectateurs : 842 Arbitrage : Juan Gabriel Calderón | Spectateurs : 842 Arbitrage : Juan Gabriel Calderón |

| 4e journée                  | Guyane                                       | 3 - 2   | Saint-Vincent-et-les-Grenadines | Stade Pierre-Aliker, Fort-de-France |                                 |
| 16 octobre 2023 16h00 UTC−3 | Némouthé 9e (pen.) · Gaubert 44e · Haabo 76e | (2 - 1) | 16e 73e Stewart                 | Arbitrage : Pierre-Luc Lauzière     | Arbitrage : Pierre-Luc Lauzière |
| 16 octobre 2023 16h00 UTC−3 | Rapport                                      |         |                                 | Arbitrage : Pierre-Luc Lauzière     | Arbitrage : Pierre-Luc Lauzière |

| 17 octobre 2023 | Bermudes     | 1 - 1   | Belize            | Stade national des Bermudes, Devonshire |                         |
| 18h30 UTC−3     | Crichlow 37e | (1 - 0) | 75e (pen.) Reneau | Arbitrage : David Gómez                 | Arbitrage : David Gómez |
| 18h30 UTC−3     | Rapport      |         |                   | Arbitrage : David Gómez                 | Arbitrage : David Gómez |

| 5e journée                   | Bermudes                                        | 3 - 1   | Saint-Vincent-et-les-Grenadines | Stade national des Bermudes, Devonshire |                           |
| 17 novembre 2023 18h30 UTC−4 | Tucker 6e · Crichlow 44e · Parfitt-Williams 50e | (2 - 1) | 90+6e McBurnette                | Arbitrage : Jaime Herrera               | Arbitrage : Jaime Herrera |
| 17 novembre 2023 18h30 UTC−4 | Rapport                                         |         |                                 | Arbitrage : Jaime Herrera               | Arbitrage : Jaime Herrera |

| 17 novembre 2023 | Belize         | 1 - 0   | Guyane | FFB Stadium, Belmopan         |                               |
| 20h00 UTC−6      | Martínez 90+6e | (0 - 0) |        | Arbitrage : Jefferson Escobar | Arbitrage : Jefferson Escobar |
| 20h00 UTC−6      | Rapport        |         |        | Arbitrage : Jefferson Escobar | Arbitrage : Jefferson Escobar |

| 6e journée                   | Guyane                                 | 3 - 0   | Bermudes | Stade Pierre-Aliker, Fort-de-France |                         |
| 21 novembre 2023 15h00 UTC−4 | Ajaiso 29e · Baal 49e · Sarrucco 90+4e | (1 - 0) |          | Arbitrage : José Torres             | Arbitrage : José Torres |
| 21 novembre 2023 15h00 UTC−4 | Rapport                                |         |          | Arbitrage : José Torres             | Arbitrage : José Torres |

| 21 novembre 2023 | Saint-Vincent-et-les-Grenadines     | 3 - 0   | Belize | Stade Kirani-James, Saint-Georges |                          |
| 15h00 UTC−4      | Spring 3e · Edwards 84e · Velox 85e | (1 - 0) |        | Arbitrage : Kimbell Ward          | Arbitrage : Kimbell Ward |
| 15h00 UTC−4      | Rapport                             |         |        | Arbitrage : Kimbell Ward          | Arbitrage : Kimbell Ward |

### Groupe D
| Rang | Équipe             | Pts | J | G | N | P | Bp | Bc | Diff |  | Résultats (▼ dom., ► ext.) |      |     |     |     |
| ---- | ------------------ | --- | - | - | - | - | -- | -- | ---- |  | -------------------------- | ---- | --- | --- | --- |
| 1    | Guyana             | 15  | 5 | 5 | 0 | 0 | 20 | 5  | +15  |  | Guyana                     |      | 3-1 | 6-0 | 3-2 |
| 2    | Porto Rico P       | 12  | 6 | 4 | 0 | 2 | 22 | 10 | +12  |  | Porto Rico P               | 1-3  |     | 5-0 | 6-1 |
| 3    | Antigua-et-Barbuda | 4   | 6 | 1 | 1 | 4 | 9  | 22 | -13  |  | Antigua-et-Barbuda         | 1-5  | 2-3 |     | 2-2 |
| 4    | Bahamas            | 1   | 5 | 0 | 1 | 4 | 7  | 21 | -14  |  | Bahamas                    | ANN. | 1-6 | 1-4 |     |

| 1re journée            | Antigua-et-Barbuda | 1 - 5   | Guyana                                        | Sir Vivian Richards Stadium, Saint John's |                           |
| 9 septembre 2023 15h30 | Deterville 45e     | (1 - 3) | 14e 29e (pen.) 87e Glasgow · 33e 62e Benjamin | Arbitrage : Mario Escobar                 | Arbitrage : Mario Escobar |
| 9 septembre 2023 15h30 | Rapport            |         |                                               | Arbitrage : Mario Escobar                 | Arbitrage : Mario Escobar |

| 9 septembre 2023 | Bahamas   | 1 - 6   | Porto Rico                                            | Stade Thomas-Robinson, Nassau |                        |
| 18h00            | Julmis 2e | (1 - 4) | 6e 89e Díaz · 14e Rivera · 35e 86e Adorno · 42e Sulia | Arbitrage : Julio Luna        | Arbitrage : Julio Luna |
| 18h00            | Rapport   |         |                                                       | Arbitrage : Julio Luna        | Arbitrage : Julio Luna |

| 2e journée              | Guyana                                        | 3 - 2   | Bahamas                      | Synthetic Track and Field Facility, Leonora |                           |
| 12 septembre 2023 18h00 | Glasgow 44e · Duke-McKenna 54e · Benjamin 58e | (1 - 1) | 39e (pen.) 86e (pen.) Julmis | Arbitrage : Shekiel Jokil                   | Arbitrage : Shekiel Jokil |
| 12 septembre 2023 18h00 | Rapport                                       |         |                              | Arbitrage : Shekiel Jokil                   | Arbitrage : Shekiel Jokil |

| 12 septembre 2023 | Porto Rico                           | 5 - 0   | Antigua-et-Barbuda | Stade Thomas-Robinson, Nassau |                              |
| 19h00             | Díaz 15e 46e 90e · Rivera 39e (pen.) | (3 - 0) |                    | Arbitrage : Melvin Matamoros  | Arbitrage : Melvin Matamoros |
| 19h00             | Rapport                              |         |                    | Arbitrage : Melvin Matamoros  | Arbitrage : Melvin Matamoros |

| 3e journée            | Porto Rico    | 1 - 3   | Guyana                                        | SKNFA Technical Center, Basseterre |                            |
| 14 octobre 2023 15h00 | Antonetti 11e | (1 - 0) | 60e (pen.) Glasgow · 63e Benjamin · 85e Moore | Arbitrage : Ismael Cornejo         | Arbitrage : Ismael Cornejo |
| 14 octobre 2023 15h00 | Rapport       |         |                                               | Arbitrage : Ismael Cornejo         | Arbitrage : Ismael Cornejo |

| 14 octobre 2023 | Bahamas    | 1 - 4   | Antigua-et-Barbuda                                | Stade Thomas-Robinson, Nassau              |                                            |
| 18h00           | Julmis 62e | (0 - 3) | 3e 9e Stevens · 43e Bramble · 73e (pen.) Griffith | Spectateurs : 438 Arbitrage : Sergio Reyna | Spectateurs : 438 Arbitrage : Sergio Reyna |
| 18h00           | Rapport    |         |                                                   | Spectateurs : 438 Arbitrage : Sergio Reyna | Spectateurs : 438 Arbitrage : Sergio Reyna |

| 4e journée            | Antigua-et-Barbuda       | 2 - 2   | Bahamas                | ABFA Technical Center, Piggotts |                        |
| 17 octobre 2023 15h30 | Parker 54e · Bramble 59e | (0 - 1) | 5e Wells · 82e Johnson | Arbitrage : Reon Radix          | Arbitrage : Reon Radix |
| 17 octobre 2023 15h30 | Rapport                  |         |                        | Arbitrage : Reon Radix          | Arbitrage : Reon Radix |

| 17 octobre 2023 | Guyana                                     | 3 - 1   | Porto Rico | SKNFA Technical Center, Basseterre |                              |
| 16h00           | Moriah-Welsh 48e · Moore 76e · Glasgow 85e | (0 - 1) | 41e Díaz   | Arbitrage : Sergio Rozenhout       | Arbitrage : Sergio Rozenhout |
| 16h00           | Rapport                                    |         |            | Arbitrage : Sergio Rozenhout       | Arbitrage : Sergio Rozenhout |

| 5e journée                   | Antigua-et-Barbuda           | 2 - 3   | Porto Rico                      | ABFA Technical Center, Piggotts |                             |
| 18 novembre 2023 15h00 UTC−4 | Pereira 54e · Deterville 59e | (0 - 2) | 7e 58e Rivera · 33e Darren Ríos | Arbitrage : Benjamin Whitty     | Arbitrage : Benjamin Whitty |
| 18 novembre 2023 15h00 UTC−4 | Rapport                      |         |                                 | Arbitrage : Benjamin Whitty     | Arbitrage : Benjamin Whitty |

|  | Bahamas | Annulé | Guyana | Stade olympique Félix-Sánchez, Saint-Domingue |
|  |         |        |        | Arbitrage : Rubiel Vazquez                    |
|  | Rapport |        |        |                                               |

| 6e journée                   | Guyana                                                                                   | 6 - 0   | Antigua-et-Barbuda | Stade olympique Félix-Sánchez, Saint-Domingue |                              |
| 21 novembre 2023 20h00 UTC−4 | Benjamin 7e · Glasgow 36e · Moriah-Welsh 45e · De Rosario 67e · Lovell 90e · Moore 90+3e | (3 - 0) |                    | Arbitrage : Sergio Rozenhout                  | Arbitrage : Sergio Rozenhout |
| 21 novembre 2023 20h00 UTC−4 | Rapport                                                                                  |         |                    | Arbitrage : Sergio Rozenhout                  | Arbitrage : Sergio Rozenhout |

| 21 novembre 2023 | Porto Rico                                                 | 6 - 1   | Bahamas    | Estadio Juan Ramón Loubriel, Bayamón |                           |
| 20h00 UTC−4      | Rivera 2e 6e 19e · Ríos 39e · Díaz 74e · Rivera 77e (pen.) | (4 - 0) | 53e Joseph | Arbitrage : Steffon Dewar            | Arbitrage : Steffon Dewar |
| 20h00 UTC−4      | Rapport                                                    |         |            | Arbitrage : Steffon Dewar            | Arbitrage : Steffon Dewar |

## Classement général et buteurs

### Classement général
| Rang | Nation                          | Parcours                        |
| ---- | ------------------------------- | ------------------------------- |
| 1er  | Nicaragua                       | Meilleur premier de groupe      |
| 2e   | Guyana                          | 2e meilleur premier de groupe   |
| 3e   | Guadeloupe                      | 3e meilleur premier de groupe   |
| 4e   | Guyane                          | 4e meilleur premier de groupe   |
|      |                                 |                                 |
| 5e   | Porto Rico                      | Meilleur deuxième de groupe     |
| 6e   | République dominicaine          | 2e meilleur deuxième de groupe  |
| 7e   | Sainte-Lucie                    | 3e meilleur deuxième de groupe  |
| 8e   | Saint-Vincent-et-les-Grenadines | 4e meilleur deuxième de groupe  |
|      |                                 |                                 |
| 9e   | Montserrat                      | Meilleur troisième de groupe    |
| 10e  | Bermudes                        | 2e meilleur troisième de groupe |
| 11e  | Sint Maarten                    | 3e meilleur troisième de groupe |
| 12e  | Antigua-et-Barbuda              | 4e meilleur troisième de groupe |
|      |                                 |                                 |
| 13e  | Belize                          | Meilleur quatrième de groupe    |
| 14e  | Saint-Christophe-et-Niévès      | 2e meilleur quatrième de groupe |
| 15e  | Bahamas                         | 3e meilleur quatrième de groupe |
| 16e  | Barbade                         | 4e meilleur quatrième de groupe |

### Équipe-type
| Gardien | Défenseurs | Milieux | Attaquants |
| ------- | ---------- | ------- | ---------- |
|         |            |         |            |